# Jokilamminjärvi
Jokilamminjärvi är en sjö i Finland. Den ligger i kommunen Siikais i landskapet Satakunta, i den sydvästra delen av landet, 250 km nordväst om huvudstaden Helsingfors. Jokilamminjärvi ligger 37 meter över havet. Arean är 3,7 hektar och strandlinjen är 0,85 kilometer lång. Sjön  ingår i Karvia å huvudavrinningsområde.   I omgivningarna runt Jokilamminjärvi växer i huvudsak barrskog.